# سفید سبزرگ
سفید سبزرگ (نام علمی: Pieris napi) گونه‌ای پروانه است که در تیره کاهی‌بالان و سرده پروانه‌های سپیدباغی قرار دارد.

## ظاهر
- رنگ: سفید
- دارای رگه‌های سبز بر روی بال‌ها

## زیستگاه
- پراکنده در آسیا، آفریقا، آمریکای شمالی و اروپا